# 6227 Alanrubin
6227 Alanrubin este un asteroid din centura principală de asteroizi.

## Descriere
6227 Alanrubin este un asteroid din centura principală de asteroizi. A fost descoperit pe 2 martie 1981 la Siding Spring de Schelte J. Bus. Asteroidul prezintă o orbită caracterizată de o semiaxă mare de 3,24 ua, o excentricitate de 0,15 și o înclinație de 0,5° în raport cu ecliptica.